# Daniel Furlan
Daniel Sarcinelli Furlan (Vitória, 7 de abril de 1980) é um ator, comediante, roteirista, músico, apresentador e cartunista brasileiro. Seus trabalhos no audiovisual incluem especialmente a MTV Brasil, onde apresentou O Último Programa do Mundo, entre outros; Cartoon Network, onde faz roteiro, voz e música no desenho Irmão do Jorel; TV Quase e Globo, com Choque de Cultura e Falha de Cobertura; e HBO, onde fez Vini, em Pico da Neblina. 

## Formação
Daniel graduou-se em Comunicação Social pela Universidade Federal do Espírito Santo e em seguida fez Mestrado em Artes Midiáticas na University of Greenwich de Londres, com uma tese que investigou a dinâmica entre riso e culpa chamada Guilty Laughter. Seu curriculum lattes, embora desatualizado, chegou a viralizar quando o Choque de Cultura estourou.

## Carreira artística

### Revista Quase
De 2002 a 2009, Furlan trabalhou como cartunista, redator e editor da revista humorística Quase.

### Música

#### Tropical Nada
Em 2023 foi lançado seu mais recente projeto musical, Tropical Nada, gravado ao lado de Zé Ruivo, seu parceiro nas músicas de Irmão do Jorel, e Bento Abreu (ex-Solana), diretor de alguns clipes do Ócio, sua antiga banda. O álbum de 10 faixas, que não é um trabalho de comédia, foi lançado pela Deck. Já foram lançados os clipes do single Não Vale Nada, Ontem Eu Tive Um Pesadelo Com Você e Quem é Meu Pai. Depois de um show de lançamento sold out no Studio SP, a banda começou a se apresentar em turnês pelo Brasil, sempre de casa cheia. 

#### Ócio
Em sua época de cartunista, Furlan também foi vocalista e guitarrista da banda de rock Ócio. Formada em 2006 no Espírito Santo, a banda foi produtiva até 2016, mas teve seu período mais ativo de 2007 a 2011, quando residiam em Londres. Deixaram dois álbuns, Mood Swings (2006) e Guilty Beat (2010), além do single de sua versão para Pump Up the Jam (2016).

### Televisão

#### MTV
Furlan estreou na TV em 2012 numa participação no programa do Canal Brasil Larica Total (dirigido por Caíto Mainier e Leandro Ramos) e em contribuições esporádicas de seu grupo TV Quase para a MTV Brasil, mas só em 2013 que foi contratado pelo canal. Na emissora, criou, escreveu, dirigiu, apresentou e editou, com Juliano Enrico e a TV Quase, o talk-show O Último Programa do Mundo, que se passava em um cenário pós-apocalíptico em que o "mundo" era a MTV Brasil, que estava fechando as portas. O programa acabou sendo o último sucesso da emissora e graças à repercussão teve uma segunda temporada na TV Quase e uma terceira numa co-produção com o canal FX.
Nos seus apenas sete meses no ar até o fim da emissora, Furlan ainda atuou no Furo MTV, narrou o Rockgol Campeonato, mediou o Rockgol na Mesa, estrelou os drops MTV no Mundial, apresentou uma polêmica versão do VMA 2013, e estrelou a série Overdose, com o restante da TV Quase.

#### Irmão do Jorel
No premiadíssimo desenho animado Irmão do Jorel, exibido pelo Cartoon Network, Netflix, HBO Max e TV Cultura, Daniel é responsável pela função de roteirista, redação final e interpretar voz de personagens, como Carlos Felino, William Shostners, Yuki e executivos, entre outros. Além disso, Furlan compõe e canta as músicas da série. Inclusive é ele quem canta a música tema de abertura.

#### Lady Night
Furlan fez parte do também premiado talk-show do Multishow/Globo Lady Night, de Tatá Werneck, onde assinava roteiros e fazia parte do elenco. Ele deixou a produção no final da terceira temporada sem maiores explicações.[carece de fontes?]

#### Pico da Neblina
Em 2019 Furlan estreou como um dos protagonistas da série da HBO Pico da Neblina, interpretando o playboy Vini, que num Brasil fictício legalizado abre um negócio com o ex-traficante Biriba.

### Internet

#### TV Quase
Com o fim da MTV Brasil ao final de 2013, Daniel e seus colegas retomaram o canal do YouTube TV Quase que conta atualmente com mais de 850 mil inscritos. Além de esquetes esporádicas, o canal conta com os episódios d'O Último Programa do Mundo e com os programas Choque de Cultura, Décimo Andar, Falha de Cobertura e Baixo Astral.
Em Falha de Cobertura, Daniel interpreta o ex-jogador e empresário futebolístico Craque Daniel, comentando futebol ao lado do personagem Professor Cerginho da Pereira Nunes (Mainier). No programa Choque de Cultura, interpreta o motorista de van Renan de Almeida, que ao lado dos personagens Rogerinho do Ingá (Mainier), Maurílio dos Anjos (Raul Chequer) e Julinho da Van (Ramos), tece comentários sobre cinema.

##### Podcast
Em Ambiente de Música, Renan, Julinho e Maurílio abordam um assunto proibido: música. Existem quatro temporadas até o momento, todas figurando entre os mais ouvidos de comédia do Spotify Brasil.

##### Baixo Astral
Em parceria com o Porta dos Fundos, Furlan começou a publicar boletins esporádicos de um programa astrológico chamado Baixo Astral, com a ajuda de sua mãe, que é astróloga. Até o momento foram publicados apenas um vídeo introdutório e dois episódios: um sobre os candidatos a Presidente e outro sobre a Copa do Mundo, ambos em 2022.

#### Amada Foca
Junto dos ex-VJ's Bento Ribeiro, Paulinho Serra, Bruno Sutter e Paulinha Vilhena, Furlan participou de 2013 a 2017 do canal Amada Foca. No canal, seus principais personagens eram Escroto Gomes, Padre Eliseu e Adolfo Borges, além da clássica esquete Você Fuma e do programa Foca News.

### Cinema
Até o momento, Furlan já atuou em onze filmes, mas foi nas comédias TOC: Transtornada Obsessiva Compulsiva e La Vingança que o ator obteve um maior destaque.

#### Livros
Em 2018 o Choque de Cultura lançou 79 Filmes pra Assistir Enquanto Dirige (Editora Record), uma compilação de críticas dos personagens do programa a diversos filmes, desde blockbusters a clássicos. O livro frequentou lista de mais vendidos em sua categoria.
Em 2020, Daniel lançou junto com Pedro Leite sob a alcunha de Craque Daniel, um livro de autoajuda intitulado Você Não Merece Ser Feliz - Como Conseguir Mesmo Assim (Intrínseca). O livro frequentou as listas de mais vendidos, como Veja e Amazon, desde a primeira semana de lançamento.

#### Colunas
Entre 2018 e 2019, Furlan escreveu uma coluna no caderno Folha Ilustrada da Folha de S.Paulo, estando frequentemente entre as colunas mais lidas do caderno. E em 2021 manteve uma coluna no UOL Esportes, assinada pelo Craque Daniel.

## Trabalhos

### Televisão
| Ano     | Título                       | Personagem                                                                         | Emissora                                  |
| ------- | ---------------------------- | ---------------------------------------------------------------------------------- | ----------------------------------------- |
| 2013    | Em Movimento                 | Apresentador                                                                       | TV Gazeta (ES)                            |
| 2013    | Furo MTV                     | Repórter, Padre Eliseu, Escroto Gomes, René Ferracciolli                           | MTV Brasil                                |
| 2013    | Rockgol campeonato           | Narrador                                                                           | MTV Brasil                                |
| 2013    | Rockgol na Mesa              | Mediador                                                                           | MTV Brasil                                |
| 2013    | Drops MTV no Mundial         | Atleta                                                                             | MTV Brasil                                |
| 2013    | VMA                          | Comentarista                                                                       | MTV Brasil                                |
| 2013    | Overdose                     | Danny Starr                                                                        | MTV Brasil                                |
| 2013-16 | O Último Programa do Mundo   | Apresentador                                                                       | MTV Brasil / TV Quase / FX                |
| 2014–16 | Lili, a Ex                   | Valterino                                                                          | GNT                                       |
| 2014–24 | Irmão do Jorel               | Carlos Felino, William Shostners, executivos, Yuki, Déboro, diretor paulista (voz) | Cartoon Network, HBO, Netflix, TV Cultura |
| 2015–16 | Show do Kibe                 | Direto                                                                             | TBS                                       |
| 2016    | Foca News                    | Apresentador, Padre Eliseu, Escroto Gomes, Adolfo Borges                           | FX                                        |
| 2016    | Décimo Andar                 | Willy Billy                                                                        | Canal Brasil                              |
| 2016    | Terminadores                 | Aquiles                                                                            | Band                                      |
| 2016-18 | Lady Night                   | Ajudante de palco                                                                  | Multishow/Globo                           |
| 2016–23 | Choque de Cultura            | Renan                                                                              | Globo / Canal Brasil                      |
| 2018-19 | Samantha!                    | Marcinho                                                                           | Netflix                                   |
| 2019-22 | Pico da Neblina              | Vini                                                                               | HBO                                       |
| 2023    | Falha de Cobertura           | Craque Daniel                                                                      | Paramount                                 |
| 2024    | Zona Olímpica                | Ele mesmo                                                                          | Cazé TV                                   |
| 2024    | Cosme e Damião: Quase Santos | Robson Carvalho                                                                    | Globoplay                                 |
| 2025    | Choque de Cultura: A Série   | Renan                                                                              | Canal Brasil / Globoplay                  |
| 2025    | Onde Estiver Estarei         | Narrador                                                                           | Amazon                                    |

### Cinema
| Ano  | Título                            | Personagem             |
| ---- | --------------------------------- | ---------------------- |
| 2014 | Copa de Elite                     | Zero Dois              |
| 2014 | A Noite da Virada                 | Matias                 |
| 2015 | Desculpe o Transtorno             | Proponente             |
| 2016 | Going to Brazil                   | Hipster                |
| 2017 | Transtornada Obsessiva Compulsiva | Vladimir               |
| 2017 | La Vingança                       | Vadão                  |
| 2018 | Uma Quase Dupla                   | Dado                   |
| 2023 | Ciclo                             | Diego                  |
| 2024 | Dois é Demais em Orlando          | Anderson Cabello       |
| 2024 | Amigos sem Compromisso            | DJ Ânion               |
| 2024 | Arca de Noé                       | Furão e Pica-Pau (voz) |
| 2025 | Detetives do Prédio Azul 4        | Helenort               |
| 2026 | Projeto Passaporte para a Polônia | Craque Daniel          |

### Internet
| Ano        | Título                                     | Personagem                                                | Canal                                                          | Função                                            |
| ---------- | ------------------------------------------ | --------------------------------------------------------- | -------------------------------------------------------------- | ------------------------------------------------- |
| 2009       | Cachaça: Os Caçadores do Alambique Perdido | Seu Zezin                                                 | TV Quase                                                       | Ator                                              |
| 2009       | Lei Velho Cagado de Incentivo à Cultura    | Seu Zezin                                                 | TV Quase                                                       | Roteirista e Ator                                 |
| 2011       | Raquetadas Para a Glória                   | Ricky Larusso                                             | TV Quase                                                       | Ator                                              |
| 2011       | Loja de Inconveniências                    |                                                           | TV Quase                                                       | Roteirista                                        |
| 2012       | Novela Beijo Gay                           | Robson Sacramento                                         | TV Quase                                                       | Roteirista e Ator                                 |
| 2012       | Vai na Bola                                | Jogador retardado                                         | TV Quase                                                       | Roteirista e Ator                                 |
| 2013       | Insulto Geral                              | Escroto Gomes                                             | Amada Foca                                                     | Roteirista e Ator                                 |
| 2013       | Esquetes                                   | Diversos                                                  | Amada Foca                                                     | Roteirista e Ator                                 |
| 2013       | Cow Games                                  | Ele mesmo                                                 | Toddy                                                          | Roteirista e Ator                                 |
| 2014       | A Noite da Virada                          | Matias                                                    | Paris Filmes                                                   | Roteirista e Ator                                 |
| 2014-2024  | Esquetes                                   | Vários                                                    | Porta dos Fundos                                               | Ator                                              |
| 2014– 2016 | Foca News                                  | Apresentador, Escroto Gomes, Padre Eliseu e Adolfo Borges | Amada Foca e Foxplay                                           | Roteirista, Ator e Apresentador                   |
| 2014– 2017 | O Último Programa do Mundo                 | Ele mesmo                                                 | TV Quase e Foxplay                                             | Criador, Roteirista, Redator Final e Apresentador |
| 2014–2025  | Falha de Cobertura                         | Craque Daniel                                             | TV Quase, Piauí, Globoesporte.com, Paramount, Porta dos Fundos | Criador, Roteirista e Apresentador                |
| 2015– 2017 | Juventude em Debate                        | Padre Eliseu                                              | Amada Foca                                                     | Criador, roteirista e ator                        |
| 2016–23    | Choque de Cultura                          | Renan                                                     | TV Quase, Omelete, Globoplay e GShow                           | Roteirista, Redator Final e Ator                  |
| 2020       | Teocracia em Vertigem - Especial de Natal  | Judas                                                     | Porta dos Fundos                                               | Ator                                              |
| 2021–2024  | Ambiente de Música                         | Renan                                                     | Canal Brasil / Globoplay                                       | Roteirista, Redação Final e Ator                  |
| 2022       | Histórias Desanimadas                      | Ele mesmo                                                 | TV Quase                                                       | Roteirista, Narrador e Diretor                    |
| 2022       | Baixo Astral                               | Ele mesmo                                                 | TV Quase / Porta dos Fundos                                    | Roteirista, Redator Final e Apresentador          |

### Música
| Ano  | Título                        | Tipo   | Produtora/Selo |
| ---- | ----------------------------- | ------ | -------------- |
| 2006 | Mood Swings                   | Álbum  | Lona Records   |
| 2010 | Guilty Beat                   | Álbum  | Lona Records   |
| 2016 | Pump Up The Jam               | Single |                |
| 2023 | Tropical Nada                 | Álbum  | Deck           |
| 2026 | Tropical Nada (segundo álbum) | Álbum  | Deck           |

### Videoclipes
| Ano  | Vídeo                              | Banda         |
| ---- | ---------------------------------- | ------------- |
| 2007 | Surprise Surprise                  | Ócio          |
| 2010 | All Right                          | Ócio          |
| 2011 | Overmotivated                      | Ócio          |
| 2012 | Overmedicated                      | Ócio          |
| 2012 | Oh Boy                             | Ócio          |
| 2014 | Guilty Sleep                       | Ócio          |
| 2018 | Pump Up The Jam                    | Ócio          |
| 2019 | Natural Born Cleaner (part II)     | Ócio          |
| 2023 | Não Vale Nada                      | Tropical Nada |
| 2023 | Ontem Eu Tive um Pesadelo com Você | Tropical Nada |
| 2024 | Quem é Meu Pai?                    | Tropical Nada |

### Impressos
| Ano     | Produto                                                | Função                       |
| ------- | ------------------------------------------------------ | ---------------------------- |
| 2002    | Quase #0                                               | Cartunista e Editor          |
| 2003    | Quase #1 a #3                                          | Cartunista, Redator e Editor |
| 2004    | Quase #4 a #6                                          | Cartunista, Redator e Editor |
| 2005    | Quase #7 e #8                                          | Cartunista, Redator e Editor |
| 2006    | Quase #9 e #10                                         | Cartunista, Redator e Editor |
| 2007    | Quase #11                                              | Cartunista, Redator e Editor |
| 2009    | Quase #12                                              | Cartunista, Redator e Editor |
| 2018    | 79 Filmes pra Assistir Enquanto Dirige                 | Autor                        |
| 2018-19 | Coluna na Folha de S.Paulo                             | Autor                        |
| 2020    | Você Não Merece Ser Feliz - Como Conseguir Mesmo Assim | Autor                        |
| 2021    | Coluna no UOL Esportes                                 | Autor                        |

### Apresentações ao vivo
| Ano     | Tipo                                      | Função                  |
| ------- | ----------------------------------------- | ----------------------- |
| 2004-07 | Luta-Livre Quase                          | Lutador e Narrador      |
| 2006-18 | Shows do Ócio                             | Vocalista e guitarrista |
| 2018-19 | Palestras do Choque de Cultura / TV Quase | Palestrante             |
| 2023-25 | Shows do Tropical Nada                    | Vocalista e guitarrista |